# Christian Coulson
Christian Peter Coulson (Manchester, 1978. október 3. –) angol színház- és filmszínész, rendező, fényképész és író. 
Legismertebb szerepe Tom Denem a Harry Potter és a Titkok Kamrája (2002) című filmben.

## Ifjúkora
Christian Peter Coulson néven született Manchesterben. 
Tanulmányait ösztöndíjasként a londoni Westminster Schoolban végezte. 1990–1997 között tagja volt a National Youth Music színháznak. 2000-ben angol nyelvből diplomázott a Cambridge-i Egyetemen. Egyetemi tanulmányai alatt rövid szerepekben tűnt fel televíziós sorozatokban és filmekben. 
1998-ban The Fallen címen jelent meg musicalje egy rockzenészről, melynek dalszövegeit saját maga írta.

## Pályafutása
Színészi karrierje kezdetén rövid szerepekben tűnt fel. 2001-ben a Szerelem hideg éghajlat alatt című minisorozatban tűnt fel. Ugyanebben az évben egy drámasorozat, a Weirdsister College szereplője volt tíz epizódon át. 2002-ben újabb minisorozat, az A Forsyte Saga két epizódja következett. Valamint eljátszotta már William Shakespeare Rómeó és Júlia újabb színházi darabjában a címszereplőt.
Első mozifilmes debütálása az A.E.W. Mason The Four Feathers (magyarul A gyávaság tollai) könyvének 2002-es filmadaptációjában, melyben egy dobos fiút játszott. A filmben többek között Heath Ledgerrel, Kate Hudsonnal és Michael Sheennel szerepelt együtt. Az igazi áttörést 23 évesen J. K. Rowling Harry Potter és a Titkok kamrája filmadaptációjában nyújtotta a fiatal, 16 éves Tom Denemként. A szerepéért a film szereplőgárdáját Phoenix Film Critics Society Award-ra jelölték. Ez évben még megjelent Az órák című filmje, melyben Nicole Kidmannel, Miranda Richardsonnal, Julianne Moore-ral, Meryl Streeppel, Ed Harris-szal, Claire Danes-szel és Jeff Daniels-szel szerepelt együtt.
2003-ban a Őfelsége kapitánya: Hűség című tévé filmben tűnt fel. Továbbá a II. Károly: Erő és szenvedély történelmi BBC-s televíziós sorozatban. 2005-ben játszott a Take Me Back rövidfilmben Lara Belmottal, melyben egy szerelmes párt játszottak. Ez évben egy epizódban tűnt fel az Agatha Christie's Marple televíziós sorozatban. A Beethoven sorozat két, és a Brief Encounters egy epizódjában.
2007-ben úgy volt, ismét ő játssza el Tom Denemet a Harry Potter és a Félvér Hercegben, de David Yates túl öregnek mondta a szerepre, így Frank Dillane kapta meg. A halál ereklyéi 2-ben egy visszapillantásban mégis feltűnik, bár a stáblistára nem került fel a neve. Mindezek ellenére játszott a Last Night című filmben.
2009-ben egy epizódban szerepelt a The Battery's Down: Losing My Mind televíziós sorozatban. 2010-ben egy-egy epizód erejéig feltűnt még a Jeffery & Cole Casserole-ban és a Gossip Girl – A pletykafészekben.
2011-ben négy epizódban szerepelt a Wiener & Wiener-ben, egyben pedig a The Good Wife-ban (A férjem védelmében).
2012-ben feltűnt az I Am Nashire brit-iráni drámában Micsha Sadeghi és Shiraz Haq mellett. A filmet Brit-Akadémia Film-díjra jelölték, mint a legjobb brit forgatókönyvíró, rendező vagy producer debütálás. A film vegyes kritikákat kapott. Ez évben megjelent még a Gayby és a Leaving Circadia filmjei.
2013-ban feltűnt az Amatőrök című filmben. 2014-ben a Love is Strange francia-amerikai drámában, mely pozitív fogadtatásban részesült. Emellett a Harry Potter 2 óta ismét együtt dolgozott Bonnie Wrighttal. A színésznő rendezte Know Thyself rövidfilmjében főszerepet játszik.

## Filmográfia

### Film
| Év   | Magyar cím                       | Eredeti cím                             | Szerep                              | Magyar hang     |
| ---- | -------------------------------- | --------------------------------------- | ----------------------------------- | --------------- |
| 2002 | A gyávaság tollai                | The Four feathers                       | dobos fiú (stáblistán nem szerepel) | nem szólal meg  |
| 2002 | Harry Potter és a Titkok Kamrája | Harry Potter and the Chamber of Secrets | Tom Riddle                          | Simonyi Balázs  |
| 2002 | Az órák                          | The Hours                               | Ralph Partridge                     | Szatmári Attila |
| 2005 |                                  | Take Me Back (rövidfilm)                | Charlie                             |                 |
| 2007 |                                  | Last Night                              | Nick                                |                 |
| 2012 |                                  | Gayby                                   | Aaron                               |                 |
| 2012 |                                  | I Am Nasrine                            | Tommy                               |                 |
| 2013 | Egy szerelem története: a férfi  | The Disappearance of Eleanor Rigby: Him | srác                                |                 |
| 2013 |                                  | Amateurs                                | Evan                                |                 |
| 2014 | A szerelem útjai                 | Love Is Strange                         | Ian                                 | Makranczi Zalán |
| 2014 |                                  | Know Thyself (rövidfilm)                | fiatal férfi                        |                 |
| 2015 |                                  | Peter and John                          | Peter Roland                        |                 |
| 2019 |                                  | Bite Me                                 | James Thayer                        |                 |

### Televízió
| Év        | Magyar cím                    | Eredeti cím                            | Szerep                                  | Megjegyzések                                                         |
| --------- | ----------------------------- | -------------------------------------- | --------------------------------------- | -------------------------------------------------------------------- |
| 2001      | Szerelem hideg éghajlat alatt | Love in a Cold Climate                 | Matt                                    | minisorozat (2 epizód)                                               |
| 2001–2002 |                               | Weirdsister College                    | Ben Stemson                             | 10 epizód                                                            |
| 2002      |                               | A Forsyte Saga                         | Jolly                                   | 2 epizód                                                             |
| 2003      | Őfelsége kapitánya: Hűség     | Hornblower: Loyalty                    | Jack Hammond                            | tévéfilm                                                             |
| 2003      | II. Károly: Erő és szenvedély | Charles II - The Power and the Passion | James Scott, Monmouth első hercege      | minisorozat (4 epizód)                                               |
| 2003      | Angolkák                      | Little Britain                         | Joe                                     | 1 epizód                                                             |
| 2005      | Miss Marple                   | Agatha Christie's Marple               | Edmund Swettenham                       | - 1 epizód (Gyilkosság meghirdetve) - magyar hangja: - Rajkai Zoltán |
| 2005      |                               | Beethoven                              | Habsburg–Lotaringiai Rudolf hercegérsek | minisorozat (2 epizód)                                               |
| 2006      |                               | Brief Encounters                       | Adam                                    | minisorozat (1 epizód)                                               |
| 2009      |                               | The Battery's Down                     | Raoul                                   | 1 epizód                                                             |
| 2010      | Gossip Girl – A pletykafészek | Gossip Girl                            | Ivan                                    | 1 epizód                                                             |
| 2011      |                               | Wiener & Wiener                        | Garry                                   | 4 epizód                                                             |
| 2011      | A férjem védelmében           | The Good Wife                          | Andre Bergson                           | 1 epizód                                                             |
| 2013      | Jackie nővér                  | Nurse Jackie                           | Mr. Farrell                             | 1 epizód                                                             |
| 2016–2018 | Mozart a dzsungelben          | Mozart in the Jungle                   | Sebastian                               | 7 epizód                                                             |
| 2017      |                               | Nashville                              | Damien George                           | 8 epizód                                                             |
| 2019      |                               | Until the Wedding                      | James                                   | próbaepizód                                                          |
| 2019      | Zsaruvér                      | Blue Bloods                            | Brooks Hammond                          | 1 epizód                                                             |
| 2020      |                               | High Fidelity                          | Benjamin                                | 2 epizód                                                             |

## Színházi szerepek
- Rómeó és Júlia - Liverpool Playhouse, Liverpool (2002) Romeo
- Journey's End - Comedy Theatre, London (2004) Raleigh
- Festen - UK Tour (2006) Christian
- Ghosts - Gate Theatre, London (2007) Osvald
- Travesties - McCarter Theatre, New Jersey (2012) Tristan Tzara

## Fordítás
Ez a szócikk részben vagy egészben  a   Christian Coulson című olasz Wikipédia-szócikk ezen változatának fordításán alapul.  Az eredeti cikk szerkesztőit annak laptörténete sorolja fel. Ez a jelzés csupán a megfogalmazás eredetét és a szerzői jogokat jelzi, nem szolgál a cikkben szereplő információk forrásmegjelöléseként.